# Rustam Tulaganov
Rustam Tulaganov, född den 8 oktober 1991 i Tasjkent, är en uzbekisk boxare.
Han tog OS-brons i tungvikt i samband med de olympiska boxningstävlingarna 2016 i Rio de Janeiro..